# Phanthamit Praphanth
Phanthamit Praphanth (thailändisch พันธมิตร ประพันธ์, * 12. September 2003) ist ein thailändischer Fußballspieler.

## Karriere

### Verein
Phanthamit Praphanth erlernte das Fußballspielen in den Jugendmannschaften des Plutaluangwittaya FC und des Erstligisten Chonburi FC. 2021 wurde er an den Drittligisten Banbueng FC ausgeliehen. Seinen ersten Profivertrag unterschrieb er am 1. Januar 2022 bei seinem Jugendverein Chonburi FC. Der Verein aus Chonburi spielt in der ersten thailändischen Liga, der Thai League. Sein Erstligadebüt gab Phanthamit Praphanth am 20. Februar 2022 (21. Spieltag) im Auswärtsspiel gegen den Suphanburi FC. Hier wurde er in der 71. Minute für den Bruneier Faiq Bolkiah eingewechselt. Suphanburi gewann das Spiel 2:1. In der Rückrunde bestritt er acht Erstligaspiele. Im Juli 2022 wechselte er auf Leihbasis zum Erstligaabsteiger Samut Prakan City FC. Für den Thai League 2Zweitligisten aus Samut Prakan bestritt er 27 Zweitligaspiele. Im Sommer 2023 wechselte er zum Erstligisten PT Prachuap FC. Bis Dezember 2023 bestritt er zwei Erstligaspiele für Prachuap. Am 31. Dezember 2023 wechselte er auf Leihbasis zum Zweitligisten Dragon Pathumwan Kanchanaburi FC. Am 15. Juni 2024 stand er mit Kanchanaburi im Finale des FA Cup. Das Spiel gegen den Erstligisten Bangkok United verlor man nach Elfmeterschießen. Nach der Ausleihe kehrte er im Sommer 2024 nach Prachuap zurück.

### Nationalmannschaft
Im Juli 2022 nahm Phanthamit Praphanth mit der U-19-Nationalmannschaft Thailands an der Südostasienmeisterschaft teil und erreichte dort den vierten Platz. Im Jahr 2023 absolvierte er dann mit der U-23-Auswahl die Südostasienmeisterschaft, die Westasienmeisterschaft sowie die Asienspiele. Am 14. November 2024 gab er dann auch sein Debüt für die thailändischen A-Nationalmannschaft beim Testspiel gegen den Libanon, als er beim 0:0-Unentschieden im heimischen Thammasat Stadium in der Startelf stand und in der Halbzeit für Teerasak Poeiphimai ausgewechselt wurde.

## Erfolge
Dragon Pathumwan Kanchanaburi FC
- Thailändischer Pokalfinalist: 2023/24